# Édouard Mennechet
Pour les articles homonymes, voir Mennechet.
Édouard Mennechet, né le 25 mars 1794 à Nantes (Loire-Inférieure) et mort le 24 décembre 1845 à Paris, est un homme de lettres, dramaturge et librettiste français.

## Biographie
Édouard Mennechet naît le 5 germinal an II (25 mars 1794) à Nantes. Il est le fils de Louis Gabriel Abraham Mennechet, marin originaire de l'Aisne, et de son épouse, Louise Perrine Landeau.
Il est secrétaire du duc de Duras en 1814, puis lecteur des rois Louis XVIII et Charles X sous la Restauration.
Édouard Mennechet est surtout connu pour avoir publié, en 1835, l'ouvrage Le Plutarque français. Il a également dirigé, pendant une courte période, le journal la Mode. Même s’il n’a eu que transitoirement le titre de directeur de cette revue, il a néanmoins décidé d’en changer la périodicité de quatre fois par mois à six ; seulement, l’abonné ne trouvait guère à ce changement, qui ne fut d’ailleurs que de courte durée, qu’un avantage assez minime car la matière de chaque livraison était diminuée d’autant.
Il a également traduit depuis l’anglais.
Comme librettiste, Édouard Mennechet est l'auteur des livrets des opéras Vendôme en Espagne (avec Empis, 1823), œuvre commune des compositeurs Auber, Boieldieu et Hérold, et Une bonne fortune (avec Féréol, 1834) d'Adolphe Adam.
Il meurt le 24 décembre 1845 à Paris, dans le 1er arrondissement.

## Publications
- Ode sur le retour des Bourbons, Paris, 1814, in-8°.
- Caton d'Utique, tragédie, Paris, 1815, in-8°.
- Duché, Van Dick, Colardeau, contes anecdotiques en vers, Paris, 1822, in-8°.
- La Renaissance des lettres et des arts sous François Ier, Paris, 1822, in-4°.
- La Chronique de France, 1832-1833.
- Le Panorama littéraire de l'Europe, 1833-1834.
- La Jeunesse d'un cardinal, 1836.

### Traductions
- Joseph Addison, Cato.
- Ben Jonson, Every man in his humour.